# Caldeia

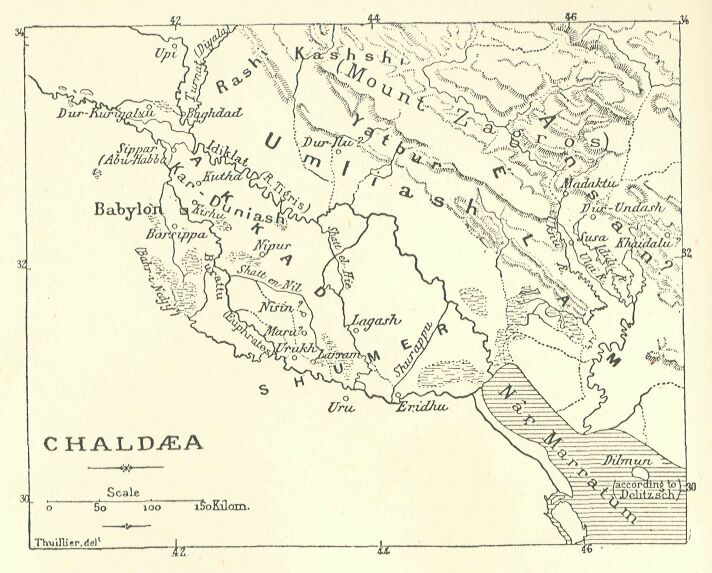

A Caldeia foi uma nação semita que existiu entre o final do século X (ou início do IX) até meados do século VI a.C., após o que ela e seu povo foram absorvidos e assimilados à Babilônia. Estava localizada  na região no sul da Mesopotâmia, principalmente na margem oriental do rio Eufrates. Muitas vezes o termo Caldeia é usado para se referir a toda a planície mesopotâmica.
Os caldeus foram um povo nômade que se estabeleceram na porção mais ao sudoeste da Babilônia, principalmente na margem esquerda do Eufrates. Embora por um curto período de tempo o nome comumente se referisse a todo o sul da Mesopotâmia na literatura hebraica, este era um equívoco geográfico e histórico, pois a Caldeia propriamente dita era de fato apenas a planície no extremo sudeste formada pelos depósitos do Eufrates e do Tigre, estendendo-se por cerca de 640 quilômetros ao longo do curso desses rios e com uma largura média de cerca de 160 km. Houve vários reis de origem caldeia que governaram a Babilônia. De 626 a 539 a.C., uma família governante referida como a Dinastia caldeia, nomeada por sua possível origem caldeia, governou em seu auge o Império Neobabilônico, embora o último governante deste império, Nabonido (556–539 a.C.) (e seu filho e regente Belsazar) foi um usurpador da ascendência assíria.

## Nome
O nome provém do latim Chaldaeus, e este do grego antigo Χαλδαῖος, que por sua vez derivou do acádio kaldû. O nome em hebraico é כשדים (Kaśdîm), embora haja alguma controvérsia sobre se Kasdim de fato significa caldeu ou se refere ao sul da Mesopotâmia Kaldu.
No Antigo Testamento da Bíblia há várias citações sobre esse povo que, sob o comando de Nabucodonosor II teria destruído Jerusalém e levado o povo judeu para o Cativeiro Babilônico que durou cerca de 70 anos. Após este período, os caldeus foram vencidos pelos persas e a Babilônia dominada por Ciro II. Também se acredita que lá estava localizada a cidade de Ur dos caldeus, de onde saiu Abraão antes de ir para Canaã, embora o termo (Kaśdîm) em Hebraico pode não ter sido empregado para se referir aos caldeus. O historiador judeu Flávio Josefo (37–c. 100) também relaciona Arfaxade e a Caldeia, em suas Antiguidades Judaicas, afirmando: "Arfaxade nomeou os arfaxaditas, que agora são chamados de caldeus."

## Terra

Caldeia durante o primeiro milênio a.C

A região da Caldeia é uma vasta planície formada por depósitos do Eufrates e do Tigre, estendendo-se a cerca de 250 quilômetros ao longo do curso de ambos os rios, e cerca de 60 quilômetros em largura.
No período inicial, entre o início do século IX a.C. e o final do século VII a.C. mat Kaldi era o nome de um pequeno território esporadicamente independente fundado por migrantes sob o domínio do Império Neoassírio (911–605 a.C.) no sudeste da Babilônia, estendendo-se para as costas ocidentais do Golfo Pérsico.
A expressão mat Bit Yâkin também é usada, aparentemente como sinônimo. Bit Yâkin era o nome da maior e mais poderosa das cinco tribos dos caldeus, ou equivalentemente, seu território. A extensão original de Bit Yâkin não é conhecida com precisão, mas estendia-se desde o baixo Tigre até à Península Arábica. Sargão II o menciona como estendendo-se até Dilmun ou "terra do mar" (litoral da Arábia Oriental). "Caldeia" ou mat Kaldi geralmente se refere à terra baixa, pantanosa e aluvial ao redor dos estuários do Tigre e do Eufrates, que na época deaguavam suas águas em fozes separadas.
A capital tribal Dur Yâkin foi a capital original de Merodaque-Baladã II.
O rei da Caldeia também era chamado de rei de Bit Yakin, assim como os reis da Babilônia e da Assíria eram regularmente denominados simplesmente rei da Babilônia ou de Assur , a capital em cada caso. Da mesma forma, o que hoje é conhecido como Golfo Pérsico às vezes era chamado de "o Mar de Bit Yakin" e às vezes "o Mar da Terra da Caldeia".

## Legado
O termo caldeu ainda era usado na época de Cícero (106–43 a.C.), muito depois do desaparecimento dos caldeus. Em um de seus discursos, ele mencionou "astrólogos caldeus", e falou deles mais de uma vez em seu De Divinatione. Outros escritores latinos clássicos que falam deles como distintos por seu conhecimento de astronomia e astrologia são Plínio o Velho, Valério Máximo , Aulo Gélio , Catão o Velho , Lucrécio e Juvenal. Horácio em seu Carpe diem Ode fala dos "cálculos babilônicos" ( Babylonii numeri ), os horóscopos dos astrólogos consultados sobre o futuro.
Na Antiguidade Tardia, uma variante do aramaico que era usada em alguns livros da Bíblia foi chamada erroneamente de caldeu por Jerônimo de Estridão. Esse uso impreciso continuou ao longo dos séculos na Europa Ocidental , e ainda era habitual durante o século XIX, até que o termo impróprio foi corrigido pelos estudiosos. Em fontes da Ásia Ocidental , gregas e hebraicas, no entanto, o termo para a língua falada na Mesopotâmia era comumente "assírio" e mais tarde também "sírio". Consequentemente, nas primeiras menções "ocidentais" registradas dos cristãos do que é hoje o Iraque países vizinhos, "caldeu" é usado com referência ao seu idioma. Em 1220/1, Jacques de Vitry escreveu que "eles negavam que Maria fosse a Mãe de Deus e afirmavam que Cristo existia em duas pessoas. Eles consagravam o pão fermentado e usavam a língua 'caldeia' (siríaca)". No século XV, o termo "caldeus" foi aplicado pela primeira vez especificamente aos assírios que viviam em Chipre que entraram em união com Roma, e não mais apenas com referência à sua língua, mas ao nome de uma nova igreja.
Os termos "assírio" e seu derivado "sírio" permaneceram o termo étnico comum para os habitantes de língua aramaica do norte da Mesopotâmia. Estes foram usados pelo próprio povo e seus vizinhos persas, armênios, árabes, gregos, georgianos e curdos antes e depois do advento do cristianismo no Iraque, nordeste da Síria, sudeste da Turquia e noroeste do Irã. A continuidade assíria nessas regiões está bem documentada.